# Gila Crossing
Gila Crossing es un lugar designado por el censo ubicado en el condado de Maricopa en el estado estadounidense de Arizona. En el Censo de 2010 tenía una población de 621 habitantes y una densidad poblacional de 275,91 personas por km².

## Geografía
Gila Crossing se encuentra ubicado en las coordenadas 33°16′23″N 112°9′46″O / 33.27306, -112.16278. Según la Oficina del Censo de los Estados Unidos, Gila Crossing tiene una superficie total de 2.25 km², de la cual 2.25 km² corresponden a tierra firme y (0%) 0 km² es agua.

## Demografía
Según el censo de 2010, había 621 personas residiendo en Gila Crossing. La densidad de población era de 275,91 hab./km². De los 621 habitantes, Gila Crossing estaba compuesto por el 3.38% blancos, el 0.81% eran afroamericanos, el 84.06% eran amerindios, el 0% eran asiáticos, el 0% eran isleños del Pacífico, el 1.13% eran de otras razas y el 10.63% pertenecían a dos o más razas. Del total de la población el 14.65% eran hispanos o latinos de cualquier raza.